# Blaue Fruchttauben
Blaue Fruchttauben (Alectroenas) sind eine Gattung der Taubenvögel. Zur Gattung gehören vier Arten, von denen eine ausgestorben ist. Die Mauritius-Fruchttaube wies schon zu Beginn des 19. Jahrhunderts niedrige Bestandszahlen auf und starb in den ersten Jahrzehnten des 19. Jahrhunderts aus. Ursache des Bestandsrückgangs waren Bejagung, Zerstörung des Lebensraums und die Nestplünderung durch eingeführte Arten wie Ratten und Javaneraffen. Die heute noch lebenden Arten gelten als ungefährdet und werden von der IUCN als Least Concern eingestuft.

## Erscheinungsbild
Wie für die meisten Fruchttauben charakteristisch, ist der Körperbau dieser Gattung gedrungen und schwer. Sie sind allerdings keine besonders große Arten. Die meisten werden nur wenig größer als eine Lachtaube. 
Allen Arten ist gemeinsam, dass ihr Gefieder teils ein sattes dunkles Blau aufweist. Dazwischen finden sich auffällig rötliche oder silberne Farbpartien. Der Augenring ist nackt und verhältnismäßig breit. Die Halsfedern sind lang und gegabelt. Die Innenfahne der äußersten Handschwinge weist eine spatelförmige Ausbuchtung auf.

## Verbreitung und Verhalten
Blaue Fruchttauben kommen auf Mauritius, Madagaskar, den Seychellen und den Komoren vor. Der Lebensraum sind die immergrünen Wälder dieser Inseln. Blaue Fruchttauben sind baumbewohnende Arten. Sie fressen Beeren und Früchte. Über ihre Brutgewohnheiten ist wenig bekannt. 

## Arten
Die folgenden Arten werden zu den Blauen Fruchttauben gerechnet:
- Paradies-Fruchttaube (Alectroenas pulcherrima)
- Madagaskar-Fruchttaube (Alectroenas madagascariensis)
- Komoren-Fruchttaube (Alectroenas sganzini)
- Mauritius-Fruchttaube (Alectroenas nitidissima) †

## Belege